# Internazionali di Tennis Città di Trieste 2022
Gli Internazionali di Tennis Città di Trieste 2022 sono stati un torneo maschile di tennis professionistico. È stata la 3ª edizione del torneo, facente parte della categoria Challenger 100 nell'ambito dell'ATP Challenger Tour 2022, con un montepremi di 90 280 €. Si è svolta dal 18 al 24 luglio 2022 sui campi in terra rossa del Tennis Club Triestino di Trieste, in Italia.

## Partecipanti

### Teste di serie
| Nazionalità | Giocatore                     | Ranking* | Testa di serie |
| ----------- | ----------------------------- | -------- | -------------- |
| Slovacchia  | Norbert Gombos                | 112      | 1              |
| Italia      | Franco Agamenone              | 144      | 2              |
| Italia      | Gianluca Mager                | 147      | 3              |
| Austria     | Dennis Novak                  | 153      | 4              |
| Italia      | Marco Cecchinato              | 154      | 5              |
| Serbia      | Nikola Milojević              | 156      | 6              |
| Argentina   | Santiago Fa Rodríguez Taverna | 161      | 7              |
| Francia     | Alexandre Müller              | 162      | 8              |

* Ranking all'11 luglio 2022.

### Altri partecipanti
I seguenti giocatori hanno ricevuto una wild card per il tabellone principale:
- Marco Cecchinato
- Mattia Bellucci
- Matteo Gigante

Il seguente giocatore è entrato in tabellone come special exempt:
- Francesco Maestrelli

I seguenti giocatori sono entrati in tabellone come alternate:
- Luciano Darderi
- Nerman Fatić

I seguenti giocatori sono passati dalle qualificazioni:
- Zhang Zhizhen
- Samuel Vincent Ruggeri
- Andrey Chepelev
- Lukas Neumayer
- Giovanni Oradini
- Ernests Gulbis

## Campioni

### Singolare
Francesco Passaro ha sconfitto in finale  Zhang Zhizhen con il punteggio di 4–6, 6–3, 6–3.

### Doppio
Diego Hidalgo /  Cristian Rodríguez hanno sconfitto in finale  Marco Bortolotti /  Sergio Martos Gornés con il punteggio di 4–6, 6–3, [10–5].